# St. Elisabeth und Marien (Rotenburg an der Fulda)

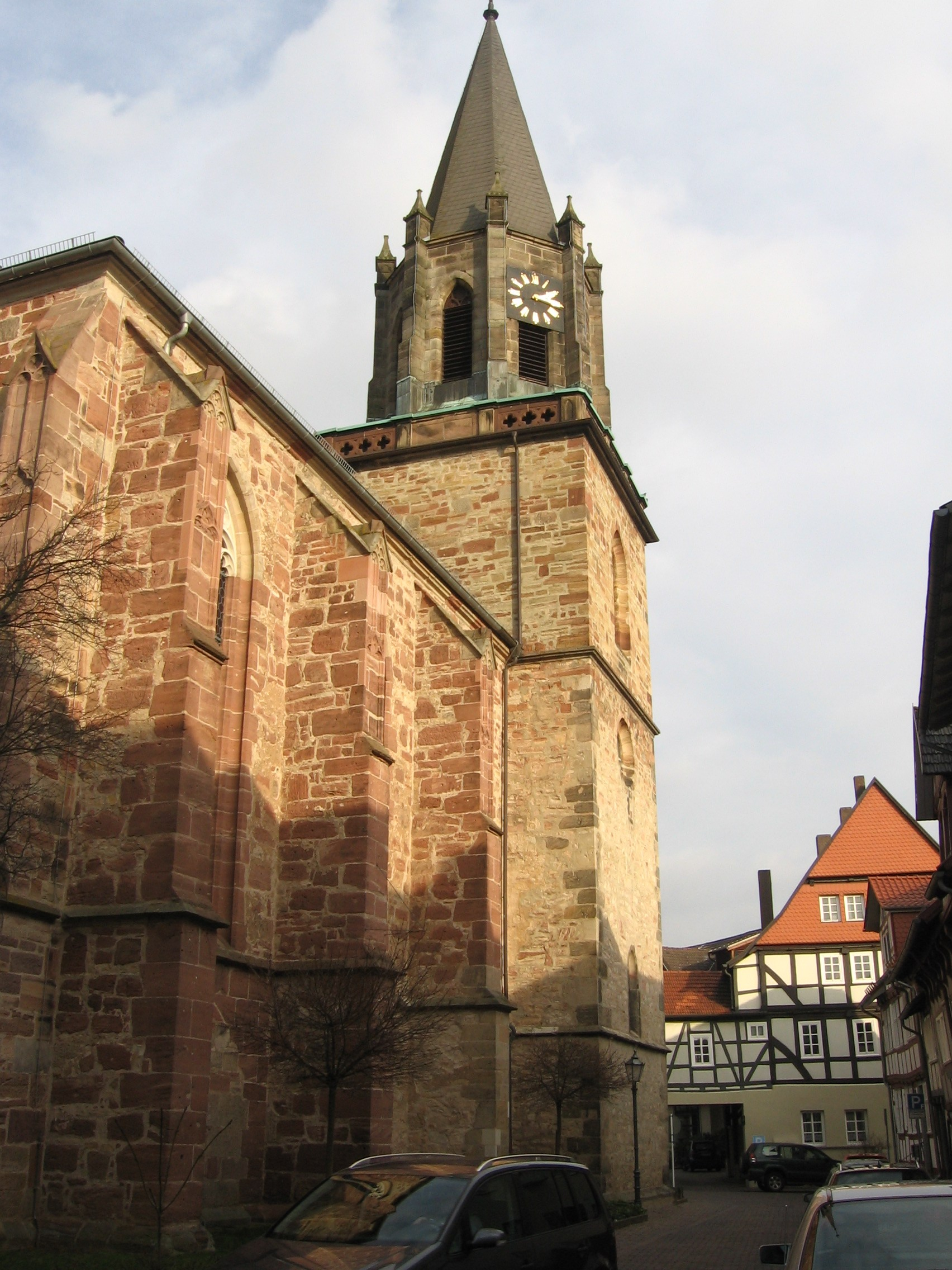
Stiftskirche St. Elisabeth und Maria in Rotenburg an der Fulda

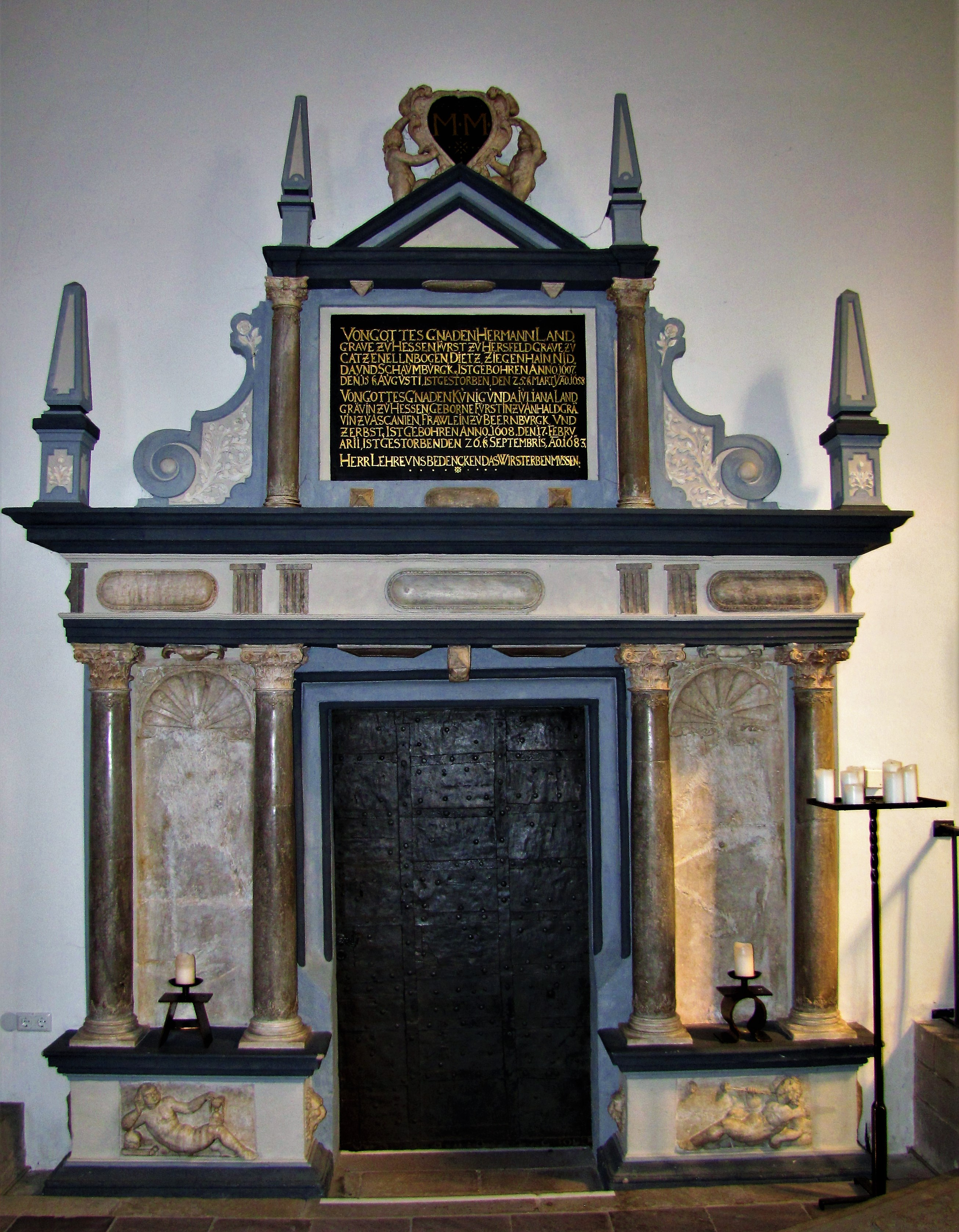
Eingang zur Grablege

Die ehemalige Stiftskirche St. Elisabeth und Maria ist eine evangelische Pfarrkirche in der Stadt Rotenburg an der Fulda im hessischen Landkreis Hersfeld-Rotenburg. 
Das 1353 in der Rotenburger Altstadt an der Pfarrkirche St. Jakobi von Landgraf Heinrich II., genannt Der Eiserne, gegründete Stift wurde bereits 1357 in die unbefestigte Neustadt an das bisherige Elisabethspital verlegt. Der Bauinschrift am südlichen Chorturm zufolge (Anno domini millesimo trecentesimo septuagesimo incepta est structura haec) wurde 1370 mit dem Bau der neuen gotischen Kirche begonnen. Bis 1379 war der Stiftschor vollendet und wurde der Bau des zunächst unvollendet gebliebenen Langhauses begonnen. 
Das nachfolgende spätgotische Hallenlanghaus von ursprünglich fünf Jochen wurde nach dem Stadtbrand von 1478 in den Jahren 1484 bis 1501 errichtet und zählte zum Zeitpunkt seiner Fertigstellung zu den größten Kirchenbauten in der Landgrafschaft Hessen. Der Begründer der seit 1627 selbständigen hessischen Nebenlinie der Rotenburger Quart, Landgraf Hermann IV. von Hessen-Rotenburg, und dessen zweite Ehefrau Juliane Kunigunde von Anhalt-Zerbst wurden in der 1651 im Nordturm der Stiftskirche angelegten Gruftkapelle bestattet.
1600 musste der gotische Dachreiter der Kirche wegen Baufälligkeit abgetragen werden. Aufgrund statischer Probleme wurde zwischen 1766 und 1775 die Apsis des Chores zwischen den beiden Chorflankentürmen abgetragen. Die größte Veränderung erfuhr die Kirche in den Jahren 1822 bis 1828 durch den kurhessischen Baubeamten Daniel Engelhard, der die statischen Probleme auf die hohe Windlast auf das große Hallendach zurückführte, das er mit flacherer Neigung ersetzte. Gleichzeitig wurden die beiden Westjoche des Langhauses abgebrochen, an deren Stelle eine Rundapsis trat. Nach Abbruch der spätgotischen Pfeiler und Langhauswölbung entstand ein klassizistischer Innenraum mit von dorischen Säulen getragenen Emporen in den Seitenschiffen und einer Segmenttonne im Mittelschiff. 
Mit einer durchgreifenden Renovierung des Kirchenbaus wurde zunächst 1890 der Kasseler Architekt Louis Angermann beauftragt, doch wurde seitens des Konsistoriums eine weitgehende Rekonstruktion des gotischen Hallenraumes (mit Ausnahme der beiden fehlenden Westjoche) verlangt. Die Ausführung seiner Planung erfolgte durch seinen Nachfolger, dem Kasseler Konsistorialbaumeister Gustav Schönermark. Dabei wurde das stilistische Erscheinungsbild des Raumes vereinheitlicht, indem anstelle des 1501 eingezogenen spätgotischen Netzgewölbes in Anlehnung an den Chorbau von 1370 ein einfaches Kreuzrippengewölbe eingezogen wurden.
Eine 1935 beschlossene, aber zeitbedingt erst 1954 ausgeführte Purifizierung des Innenraums unter Beseitigung der hölzernen Emporeneinbauten erbrachte nicht die erhoffte Verbesserung der Raumakustik. 2003 erfolgte der Einbau einer mechanischen Schleifladenorgel mit 38 Registern von Dieter Noeske hinter dem Gehäuse von Ernst Rinck (1865).